# Швидкісна залізниця Нюрнберг — Ерфурт
Високошвидкісна залізниця Нюрнберг-Ерфурт — швидкісна залізниця у Німеччині, між Нюрнбергом та Ерфуртом, відкрита 8 грудня 2017 року, у складі ширшого проекту Берлін — Мюнхен (що в свою чергу є складовою залізничної осі Берлін — Палермо) Має у складі  модернізовану лінію між Нюрнбергом та Ебенсфельдом (завдовжки 83 км) та нову лінію між Ебенсфельдом та Ерфуртом (завдовжки 107 км). Остання дільниця перетинає гори Тюринзький Ліс. Після запуску залізниці час поїздки між Ерфуртом і Нюрнбергом зменшено до приблизно однієї години 20 хвилин. Швидкість потягів на лінії до 300 км/год.
Ця залізниця має №8.1 у проекті Verkehrsprojekte deutsche Einheit, розпочатого після возз'єднання двох німецьких держав в 1990 році.
На півдні залізниця має продовження як високошвидкісна залізниця Нюрнберг — Мюнхен, на північ — високошвидкісна залізниця Ерфурт—Лейпциг/Галле.

## Особливості
Лінія має 22 тунелі, загальною довжиною 41 км (при довжині лінії 107 км). Найдовші - тунель Блесберг, 8314 м та тунель Сільберберг, 7315 м.
Загальна довжина мостів складає 12 км (29 мостів), найдовший - міст через долину Ільм (Ільмтальбрюкке) 1681 м